# Shuteria annamica
Shuteria annamica är en ärtväxtart som beskrevs av François Gagnepain. Shuteria annamica ingår i släktet Shuteria och familjen ärtväxter. Inga underarter finns listade i Catalogue of Life.